# جيا جونسون
جيا جونسون (بالإنجليزية: Gia Johnson)‏ هي عارضة بريطانية، ولدت في 18 يونيو 1985 في المملكة المتحدة.

## وصلات خارجية
- جيا جونسون على موقع IMDb (الإنجليزية)
- جيا جونسون على موقع دليل عارضات الأزياء (الإنجليزية)